# Le Mans Series 2016
Le Mans Series 2016 är den tolfte säsongen av den europeiska långdistansserien för sportvagnar och GT-bilar, Le Mans Series. Säsongen omfattade sex deltävlingar.

## Tävlingskalender
| ! Datum      | Tävling                 | Segrare LMP2 – Team                             | Segrare LMP3 - Team                              | Segrare GTE - Team                         |
| ! Datum      | Tävling                 | Segrare LMP2 – Förare                           | Segrare LMP3 - Förare                            | Segrare GTE - Förare                       |
| ------------ | ----------------------- | ----------------------------------------------- | ------------------------------------------------ | ------------------------------------------ |
| 16 april     | Silverstone 4-timmars   | G-Drive Racing                                  | United Autosports                                | Aston Martin Racing                        |
| 16 april     | Silverstone 4-timmars   | Simon Dolan Giedo van der Garde Harry Tincknell | Alex Brundle Christian England Mike Guasch       | Andrew Howard Alex MacDowall Darren Turner |
| 15 maj       | Imola 4-timmars         | Thiriet by TDS Racing                           | United Autosports                                | Proton Competition                         |
| 15 maj       | Imola 4-timmars         | Mathias Beche Ryō Hirakawa Pierre Thiriet       | Alex Brundle Christian England Mike Guasch       | Mike Hedlund Wolf Henzler Robert Renauer   |
| 17 juli      | Red Bull Ring 4-timmars | Thiriet by TDS Racing                           | United Autosports                                | JMW Motorsport                             |
| 17 juli      | Red Bull Ring 4-timmars | Mathias Beche Ryō Hirakawa Pierre Thiriet       | Alex Brundle Christian England Mike Guasch       | Andrea Bertolini Rory Butcher Robert Smith |
| 28 augusti   | Castellet 4-timmars     | Thiriet by TDS Racing                           | Graff                                            | JMW Motorsport                             |
| 28 augusti   | Castellet 4-timmars     | Mathias Beche Mike Conway Pierre Thiriet        | Enzo Guibbert Paul Petit Eric Trouillet          | Andrea Bertolini Rory Butcher Robert Smith |
| 25 september | Spa 4-timmars           | Dragonspeed                                     | Graff                                            | JMW Motorsport                             |
| 25 september | Spa 4-timmars           | Ben Hanley Henrik Hedman Nicolas Lapierre       | Enzo Guibbert Paul Petit Eric Trouillet          | Andrea Bertolini Rory Butcher Robert Smith |
| 23 oktober   | Estoril 4-timmars       | G-Drive Racing                                  | M.Racing - YMR                                   | Aston Martin Racing                        |
| 23 oktober   | Estoril 4-timmars       | Simon Dolan Giedo van der Garde Harry Tincknell | Alexandre Cougnaud Yann Ehrlacher Thomas Laurent | Andrew Howard Alex MacDowall Darren Turner |

## Slutställning
| Klass | Förare                                          | Team                |
| ----- | ----------------------------------------------- | ------------------- |
| LMP2  | Simon Dolan Giedo van der Garde Harry Tincknell | G-Drive Racing      |
| LMP3  | Alex Brundle Christian England Mike Guasch      | United Autosports   |
| GTE   | Andrew Howard Alex MacDowall Darren Turner      | Aston Martin Racing |